# Песня партизан
Песня партизан (фр. Le Chant des partisans) — песня Французского Сопротивления. Песня была написана в 1943 году в Лондоне на основе русского текста Анны Марли. Французский вариант был написан писателем Жозефом Кесселем и его племянником Морисом Дрюоном. Анна Марли исполняла песню на радиоволнах BBC, французские партизаны приняли её в качестве своего гимна и опознавательного сигнала. Песня стала гимном Французского Сопротивления.